# Batalha de Shigisan
A Batalha de Shigisan (信贵山, Monte Shigi) , ou Batalha de Shigisen, também conhecida como Teibi no Ran , Teibi no Hen, Teibi no Eki , Mononobe no Moriya no Hen foi uma batalha travada em 587 entre Soga no Umako e Mononobe no Moriya. A batalha teve lugar as margens do Rio Ega, próximo ao Monte Shigi na Província de Kawachi.
O Clã Mononobe , o adversário mais poderoso do budismo, foi praticamente exterminado na batalha.